# Vila Verde (Alijó)
Vila Verde es una freguesia portuguesa del concelho de Alijó, con 42,09 km² de área y 844 habitantes (2001). Densidad de población: 20,1 hab/km².